# Тибилов, Семён Григорьевич
Семён Григорьевич Тибилов — советский хозяйственный, государственный и политический деятель.

## Биография
Родился в 1900 году. Член ВКП(б) с 1925 года.
С 1916 года — на хозяйственной, общественной и политической работе. В 1916—1962 гг. — телефонист, учитель в сельской школе, секретарь военкомата, студент Тбилисского политехнического института, агроном, директор совхоза, директор машинно-тракторной станции, на руководящей советской и партийной работе, председатель Юго-Осетинского облисполкома, начальник отдела производственного управления Грузинского совнархоза.
Избирался депутатом Верховного Совета СССР 5-го созыва.